# Chi Hàm liên
Chi Hàm liên (danh pháp khoa học: Marsdenia) là một chi thực vật thuộc họ Apocynaceae.

## Hình ảnh

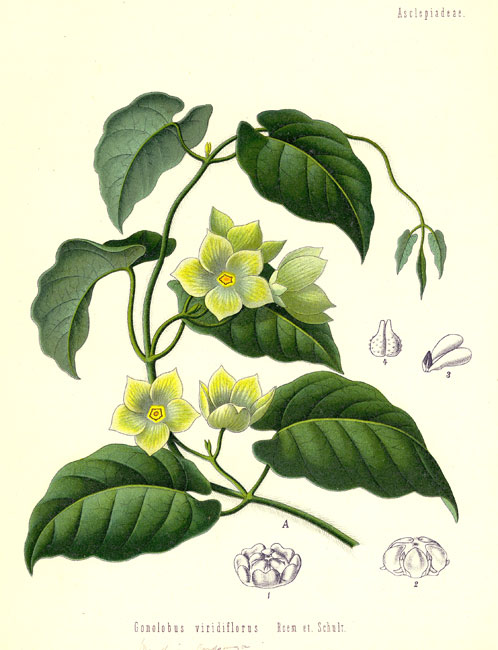

## Các loài
Chi này gồm các loài:
- Marsdenia australis
- Marsdenia condurango
- Marsdenia erecta
- Marsdenia robusta, Balf.f.